# FD Maskin Arena

FD Maskin Arena (tidigare Ånäshallen) är en svensk ishall i Kovland, Medelpad. FD Maskin Arena är hemmahall för Kovlands Ishockeyförening och rymmer 600 åskådare varav 300 sittande. Hallen ligger i anslutning till idrotts- och friluftsområdet Ånäsvallen i Kovland. 